# Lepturges alboscriptus
Lepturges alboscriptus là một loài bọ cánh cứng trong họ Cerambycidae.